# Collectio Tripartita
Collectio Tripartita (także: Tripartitum albo Collectio Trium Partium) – zbiór prawa kanonicznego przypisywany Iwonowi z Chartres pochodzący z samego początku XII wieku.
Nazwa zbioru pochodzi stąd, iż materiał prawny w nim zebrany rozłożony został w 3 odrębnych grupach:
- Pierwsza część – dekretały papieskie;
- Druga część – postanowienia soborów;
- Trzecia część – postanowienia ojców kościoła oraz wyjątki z prawa rzymskiego i frankońskiego[1].

## Collectio Trium Partium w Polsce a legacja Gwalona z Beauvais
Zbiór ten był w Polsce rozpowszechniony już w XII wieku, czego dowodzą dwa kodeksy z początku XII wieku, z których jeden znajduje się w bibliotece kapituły poznańskiej, drugi w bibliotece kapituły krakowskiej. Miały one być przepisane w skryptoriach krakowskim i gnieźnieńskim na podstawie rękopisu Gwalona z Beauvais, legata papieskiego z 1103 roku, który miał nadzorować wprowadzenie reform gregoriańskich w Polsce. Z najnowszych badań wynika jednak wniosek, iż oba polskie manuskrypty nie posiadały wspólnego archetypu. Tripartita gnieźnieńska wiąże się z południowoniemiecką tradycją rękopiśmienną, a krakowska z tradycją normandzką bądź austriacką. Powyższe sprawia, iż co do łączenia Gwalona z Beauvais z manuskryptami gnieźnieńskim i krakowskim trzeba zachować pewny dystans.
Rękopis krakowski zawiera dopiski uczynione w Krakowie z datą 1101 – te notatki mogą dowodzić, że Collectio Trium Partium znajdowało się w diecezji krakowskiej już w pierwszych latach XII wieku. Co by również przeczyło teorii, iż Collectio Tripartita zostało przywiezione do Polski przez legata papieskiego Gwalona z Beauvais w 1103 roku, więc albo zbiór ten został przywieziony do Polski przez kogoś innego, lub dopiski w krakowskim egzemplarzu pochodzą z lat późniejszych.